# (13177) Hansschmidt
(13177) Hansschmidt (1996 HS11) – planetoida z pasa głównego asteroid okrążająca Słońce w ciągu 4,97 lat w średniej odległości 2,91 j.a. Odkryta 17 kwietnia 1996 roku przez Erica Elsta.